# Tigrina (peuple)
Ne doit pas être confondu avec Tigréens ou Tigrés.
LesTigrignas,Tigrignas, Tigrinyas ou Tigrinis[réf. souhaitée] (en tigrigna : ትግርኛ ou ብሄረ ትግርኛ, təgrəñña) est un groupe ethnique en Érythrée. Il est l'ethnie dominante en Érythrée, dont il représente environ 50 % de la population. Il existe également des communautés tigrinas importantes en dehors du pays. Comme les Tigréens d'Éthiopie dont ils sont très proche, ils parlent le tigrigna,,,,.

## Tigrés, Tigréens et Tigrina
- Si vous ne connaissez pas le sujet, laissez ce bandeau (vous pouvez alors contacter les auteurs).
- Si vous supprimez le contenu mis en cause (vous pouvez préalablement contacter les auteurs),

argumentez précisément cette suppression dans la page de discussion
(un manque de référence n'est pas un argument ; une recherche réelle de référence doit avoir été effectuée, être formellement documentée).
En Érythrée, le peuple tigrina est appelé peuple Biher-Tigrigna ou peuple Kebessa, ce mot désignant les hauts plateaux érythréens. Les tribus tigrinas et tigrés en Érythrée sont toutes deux très proches du groupe ethnique tigréen au Tigré, en Éthiopie. Tous les peuples tigrina, tigré et tigréen étaient censés appartenir au même groupe jusqu'au VIIIe siècle et partageaient le royaume d'Aksoum avant sa disparition.
Ces peuples ont développé une construction lexicale et sociétale et un dialecte propre à chacun à partir du IXe siècle environ. Les Tigréens du Tigré ont abandonné le royaume d'Aksoum en déclin et le peuple tigrina a construit le royaume de Medri Bahri en Érythrée par Bahre Negasi (également connu sous le nom de Bahre Negash, « roi de la mer » en anglais) et la dynastie Zagwe en Éthiopie par Morara Gebrekrstos de Hamasien.
La divergence entre les deux peuples parlant la langue tigrigna a été enregistrée[Par qui ?]. Cependant, le terme « Tigray-Tigrigni » (ትግራይ ትግሪኚ) a été utilisé par les locuteurs du tigrigna en Éthiopie pour créer une distinction[réf. souhaitée].
Tigrigni ou Tigrina est utilisé pour désigner les locuteurs de langue tigrigna en Érythrée et le tigréen était utilisé pour décrire les locuteurs de tigrigna en Éthiopie.
Le peuple tigrina en Érythrée et le peuple tigréen en Éthiopie ont été représentés à tort comme les mêmes peuples partageant des ancêtres communs à l'exclusion du peuple Tigre du domaine. L'exclusion des Tigurats parlant tigré[Quoi ?] est considérée comme une fausse représentation consciente et un mépris du contexte historique, et ne peut pas être un argument défendable.
En revanche, les Tigrinas d'Érythrée (à l'exception de quelques communautés le long de la frontière) ne se considèrent pas comme la même population que la tribu Tigray. Certains Tigréens se considèrent comme les Tigrina d'Érythrée partageant des ancêtres communs[pas clair].
Il y a eu une discorde entre ces deux récits pendant des siècles et cela a été en partie responsable du déclenchement de plusieurs guerres, le plus récemment la guerre frontalière entre l'Érythrée et l'Éthiopie (1998 - 2000).

## Langue
Le tigrigna est la langue la plus parlée en Érythrée (voir Démographie de l'Érythrée) et la quatrième langue la plus parlée en Éthiopie après l'amharique. La version érythréenne de la langue est orthographiée comme ceci : « tigrigna / ትግርኛ » et prononcée différemment conformément au dialecte adopté par les locuteurs érythréens du tigrigna. De même, la version éthiopienne de la langue est orthographiée comme « tigrinya / ትግርና » et prononcée conformément au dialecte adopté par les locuteurs du tigrigna en Éthiopie[réf. nécessaire].
Les dialectes tigrignas diffèrent phonétiquement, lexicalement et grammaticalement. Aucun dialecte ne semble être accepté comme norme.